# Шекінська вулиця
Вулиця Шекінська —  вулиця в місті Жмеринка в мікрорайоні ТЕЦ. Є однією з найдовших вулиць міста.

## Етимологія
Вулиця названа на честь азербайджанського міста Шекі. Побратимські зв'язки між містами появилися ще за часів Української РСР та Азербайджанської РСР, тривали до утворення незалежної України. На сьогодні немає жодної інформації про продовження співпраці між містами, в тому числі на сайті Жмеринської міської ради. На офіційному сайті мерії Шекі також не вказано, що Жмеринка є містом-побратимом.

## Сквер

Пам'ятник на честь колишньої дружби міст

Між будівлями №49 та №51 по непарній стороні вулиці знаходиться сквер Друзів-Шекінців. У сквері знаходиться озеро. Це улюблене місце відпочинку жителів Південно-Західного масиву. У парку також знаходиться пам'ятник на честь друзів-Шекінців, дитячий майданчик, є кафе «Любава». 

## Будівлі
- 2 ТОВ «Жмеринський вагоноремонтний завод Експрес»
- 49а Сквер Друзів-Шекінців
- 51 магазин «Комбат»
- 53 магазин «На дев'ятці»
- 55а Міська бібліотека №1

## Цікаві факти
- У знак колишнього братерства між азербайджанським та українським народами, у місті Шекі — центральна вулиця носила назву "вулиця Жмеринська", а у Жмеринці — "вулиця Шекінська"[2]. На сьогодні у місті Шекі вже немає вулиці Жмеринської.